# Río Matucaré
Der Río Matucaré ist ein rechter Zufluss des Río Mamoré und durchfließt die Moxos-Ebene im Departamento Beni in Bolivien.

## Verlauf
Der Matucaré entspringt in einer Höhe von 138 m fünfzig Kilometer südwestlich der Landstadt San Ramón, die an der Nationalstraße Ruta 9 liegt. Er fließt in unzähligen Mäandern weitgehend in nördlicher Richtung und biegt auf seinen letzten sieben Kilometern in Richtung Westen um. Nach insgesamt etwa 200 Kilometern mündet er in den Río Mamoré in unmittelbarer Nähe der Ortschaft Puerto Siles.
In seinem Verlauf durchquert der Matucaré in der Provinz Mamoré in Süd-Nord-Richtung das Municipio San Joaquín, nur auf seinen letzten neun Kilometern durchläuft der Fluss das Municipio Puerto Siles. Die Region zwischen dem Río Mamoré im Westen und der Ruta 9 im Osten und Norden ist weitgehend menschenleer.